# Ružići (gmina Sveta Nedelja)
Ružići – wieś w Chorwacji, w żupanii istryjskiej, w gminie Sveta Nedelja. W 2011 roku liczyła 99 mieszkańców.